# Добро умирает в зародыше
«Добро умирает в зародыше», дословный перевод «Хорошие умирают молодыми» (англ. The Good Die Young) — британский криминальный фильм режиссёра Льюиса Гилберта, который вышел на экраны в 1954 году.
Фильм снят по одноимённому роману американского писателя и сценариста Ричарда Маколея (англ. Richard Macaulay). Он рассказывает историю четырёх молодых мужчин, которые случайно знакомятся в лондонском пабе. Среди них уволенный офисный клерк, ветеран Корейской войны Джо (Ричард Бейсхарт), потерявший кисть профессиональный боксер Майк (Стэнли Бейкер), дезертировавший сержант ВВС США Эдди (Джон Айрленд), а также порочный британский аристократ Рейв (Лоуренс Харви). Играя на личных и финансовых проблемах каждого, Рейв собирает их в банду, намереваясь ограбить почтовое отделение. Во время ограбления Рейв убивает полицейского, а затем и Майка, который решает сдаться властям. Остальные преступники сбегают с награбленным и прячут мешки в одном из склепов на церковном кладбище. Однако недоверие и разногласия между участниками банды приводят к тому, что все они убивают друг друга в течение нескольких последующих часов.
Исполнитель одной из главных ролей Лоуренс Харви следующим образом объяснил название фильма: «Все хорошие парни были убиты на войне или должны были быть убиты. Хорошие умирают молодыми. Остальные остались живы и вернулись, и они никому не нужны».
Фильм в целом получил позитивные оценки критики, особенно выделившей крепкую постановку Гилберта и сильную игру исполнителей всех главных ролей.

## Сюжет
Шикарный новый «Ягуар» мчится по ночному Лондону. Автомобилем управляет британский аристократ Майлс «Рейв» Рейвскорт (Лоуренс Харви), который только что его угнал. Вместе с ним в салоне находятся сержант ВВС США Эдди (Джон Айрленд), уволенный нью-йоркский клерк Джо (Ричард Бейсхарт) и бывший британский боксёр Майк (Стэнли Бейкер). Рейв останавливает машину и раздаёт каждому оружие, предупреждая, что если они будут действовать правильно, то стрелять не придётся.
Американец Джо геройски отслужил два года на Корейской войне, после чего вернулся на работу клерком в крупный нью-йоркский офис. Несколькими днями ранее Джо был уволен с работы после того, как потребовал внеочередной отпуск, чтобы забрать свою жену, сексуальную молодую-англичанку Мэри (Джоан Коллинз). Некоторое время назад Мэри улетела к своей психически неуравновешенной эгоистичной матери (Фреда Джексон), которая крепко вцепилась в дочь и идёт на любые уловки, чтобы не отпускать её обратно к мужу. Когда Джо и Мэри уже приезжают в аэропорт, чтобы улететь в США, мать имитирует самоубийство, чтобы заставить дочь остаться с ней. У Джо остаются деньги только на несколько дней жизни, и уже не на что купить билеты в США.
Эдди, который служит сержантом на базе ВВС США в Великобритании, получает увольнение на 48 часов, чтобы встретиться со своей женой американской актрисой Дениз (Глория Грэм). Приехав домой, Эдди обнаруживает, что его жена потеряла к нему интерес и завела роман с популярным молодым британским актёром Тодом Маслином (Ли Паттерсон), с которым вместе снимается в фильме. Эдди перестаёт мыслить рационально, и, всё ещё надеясь восстановить отношения с женой, дезертирует из армии в тот момент, когда его переводят на службу в Германию.
Майк является опытным профессиональным боксёром, который в 31 год решает завершить свою карьеру. За 12 лет выступлений он смог скопить 900 фунтов, и выходит на свой последний бой с травмированной кистью. Ему удаётся одержать победу и заработать ещё 100 фунтов, однако он сильно разбивает кисть и окончательно ставит крест на своей спортивной карьере. Во время поиска работы Майк случайно на заводе получает удар по больному месту, после чего врачи ампутируют его кисть. Майк говорит любимой и любящей жене Анджеле (Рене Рэй), что с инвалидностью он вряд ли найдёт работу и должен вложить накопленные деньги в какое-либо дело. Младший брат жены Дейв (Джеймс Кенни), человек с явно криминальными наклонностями, постоянно тянет из Анджелы деньги. Когда она наконец отказывает ему, он заявляет, что пойдёт на преступление, чтобы раздобыть деньги.
Рейв, который выдаёт себя за героя войны, не работает и ведёт разгульный образ жизни, проводя вечера с женщинами, на развлекательных мероприятиях и за игрой в карты. Его расходы оплачивает терпеливая богатая жена Ив (Маргарет Лейтон), которая любит его несмотря ни на что. Когда Рейв просит внести обеспечение за чек в 1000 фунтов, который он выписал в погашение карточного долга, Ив соглашается сделать это только при условии, что в ближайшее время они переедут жить в Кению, где её отец владеет кофейной плантацией. В поисках денег Рейв обращается к своему отцу, сэру Фрэнсису (Роберт Морли), который давно не общается с сыном, считая его лжецом, мошенником и негодяем. Сэр Фрэнсис прямо говорит сыну, что не даст ему ни пенни, а те деньги, которые оставила его покойная мать, будут храниться в трасте вплоть до смерти сэра Фрэнсиса. Кроме того, сэр Фрэнсис уверен в том, что военная награда получена Рейвом незаконно, так как все его заслуги состоят в том, что он расстрелял в пустыне группу потерявших сознание от изнеможения солдат противника, выдав это за подвиг.
Рейв и Майк случайно знакомятся в пабе. Рэйв, который был на последнем бое Майка, с энтузиазмом завязывает разговор о боксе. Когда Майк рассказывает, что за всю свою карьеру ему удалось накопить всего 1000 фунтов стерлингов, Рейв говорит, что знает об одном табачном магазинчике, который выставлен на продажу как раз за 1000 фунтов. Майк вдохновлён идеей купить магазин, и рассказывает об этом Анджеле. Она, однако, с грустью сообщает, что отдала 1000 фунтов в качестве залога за своего брата Дейв, чтобы того выпустили из тюрьмы. Как только Дейв вышел на свободу, то тут же подался в бега, в результате чего все деньги Майка пропали. Вскоре в пабе Майк знакомится с Джо и Эдди, и на протяжении нескольких вечеров они делятся друг с другом своими финансовыми и личными проблемами. Тем временем Рейв знакомится с девушкой, которая работает в почтовом отделении напротив паба, выясняя у неё, что ближайшей ночью в отделение будут доставлены выведенные из оборота банкноты на общую сумму почти 100 тысяч фунтов, которые предназначены для утилизации. Он приходит в паб, где, используя тяжёлое положение Майка, Джо и Эдди, склоняет их к тому, чтобы принять участие в ограблении почтового фургона, обещая каждому решение его проблем.
Ночью на «Ягуаре» четвёрка паркуется напротив почтового отделения, ожидая прибытия фургона. В тот момент, когда фургон останавливается около почты, к «Ягуару» подходит патрульный полицейский, который просит переставить машину в другое место. Не долго думая, Рейв к удивлению всей троицы достаёт револьвер и хладно кровно убивает полицейского. К этому моменту у фургона уже открыли багажное отделение, и грабители открывают беспорядочную стрельбу, загоняя сопровождавших груз служащих в здание почты. Охранники изнутри открывают по преступникам ответный огонь, вскоре появляется полиция, которая своими автомобилями блокирует оба выезда с улицы. Рейв предлагает Джо и Эдди взять мешки в деньгами и через переулок бежать к церковному кладбищу, где затаиться и ждать его и Майка. Майк однако не хочет вступать в перестрелку с полицией. Когда он бросает свой револьвер и с поднятыми руками направляется к полиции, Рейв стреляет ему в спину и убивает, а затем с оставшимися мешками убегает на церковный двор. Встретившись с Джо и Эдди, Рейв заявляет, что Майка в перестрелке застрелила полиция, после чего, взяв по одной упаковке наличных, они прячут оставшиеся деньги в одном из склепов. Затем троица выбегает к оживлённой развязке линий метро, где Рейв посылает Джо вперёд, а сам следует с Эдди позади. Когда Джо теряет их из виду, Рейв толкает Эдди в спину на рельс под напряжением, и того убивает током. Догнав Джо, Рейв говорит, что пытался спасти Эдди, но тот погиб на рельсах. Джо и Рейв добегают до станции метро, где садятся в первый же вагон. Проехав несколько станций, они выходят, однако, Джо, который не доверяет и опасается Рейва, перед самым отправлением состава быстро заходит в вагон, оставив Рейва на платформе. Джо забирает Мэри, и вместе с ней мчится в аэропорт, чтобы вылететь первым рейсом в США. В аэропорту также находится Ева, ожидая Рейва, чтобы вылететь с ним в Кению. Перед посадкой в самолёт Джо оставляет Мэри и звонит в полицию, чтобы сообщить, где спрятаны деньги. Когда он собирается назвать адрес, в телефонную будку заходит Рейв с пистолетом в руке. Держа руку с пистолетом в кармане, Джо стреляет первым убивая Рейва, после чего направляется к Мэри. Упав, Рейв успевает выстрелить в Джо, смертельно раня его в спину. У Джо однако хватает сил встретить Мэри и отправиться к самолёту, но по дороге он падает и умирает. Таким образом, погибли все четверо участников ограбления, не оставив никого, кто знает о тайнике с деньгами.

## В ролях
- Лоуренс Харви — Майлс «Рейв» Рейвенскорт
- Маргарет Лейтон — Ив Рейвенскорт
- Стэнли Бейкер — Майк Морган
- Рене Рэй — Анджела Морган
- Джон Айрленд — Эдди Блейн
- Глория Грэм — Дениз Блейн
- Ричард Бейсхарт — Джо Холси
- Джоан Коллинз — Мэри Холси
- Роберт Морли — сэр Фрэнсис Рейвенскорт, отец Рейва
- Фреда Джексон — миссис Фриман, мать Мэри
- Джеймс Кенни — Дейв, брат Анджелы
- Сьюзан Шоу — Дорис
- Ли Паттерсон — Тод Маслин
- Сандра Дорн — красивая девушка на боксёрском матче

## Создатели фильма и исполнители главных ролей
Плодовитый британский режиссер Льюис Гилберт поставил за свою карьеру 37 фильмов, среди которых военная драма «Достичь небес» (1956), приключенческая комедия «Восхитительный Крайтон» (1957), военная драма «И с гордостью её пишите имя» (1958) и военный экшн «Потопить «Бисмарк»» (1960). В 1966 году он был режиссёром комедии «Элфи» (1966), которая была номинирована на «Оскар» как лучший фильм. Позднее он поставил такие успешные комедии, как «Воспитание Риты» (1983) и «Ширли Валентайн» (1989). На счету Гилберта также три фильма про Джеймса Бонда.
Картина собрала звёздный актёрский состав. Британский актёр Лоуренс Харви в 1960 году был номинирован на «Оскар» за главную роль в фильме «Путь наверх» (1959). Он сыграл также в таких значимых фильмах, как мелодрама «Лето и дым» (1961), политический триллер «Маньчжурский кандидат» (1962), мелодрама «Прогулка по беспутному кварталу» (1962), драма «Бремя страстей человеческих» (1964) и драма «Дорогая» (1965). Другой популярный британский актёр Стэнли Бейкер известен по главным ролям в криминальной драме «Адские водители» (1957), военной драме «Вчерашний враг» (1959), криминальном триллере «Ад — это город» (1960), приключенческом экшне «Пушки острова Наварон» (1961), драме «Ева» (1962), историческом военном фильме «Зулусы» (1968) и в джалло «Ящерица под женской кожей» (1971).
Канадский актёр Джон Айрленд известен по ролям второго плана в таких престижных фильмах, как военная драма «Прогулка под солнцем» (1945), вестерны «Моя дорогая Клементина» (1946) и «Красная река» (1948), а также фильм нуар «Грязная сделка» (1948). В 1950 году Айрленд был номинирован на «Оскар» за роль второго плана в политической драме «Вся королевская рать» (1949). Позднее он сыграл в таких фильмах, как вестерн «Перестрелка в O. K. Коррал» (1957), фильм нуар «Девушка с вечеринки» (1958), историческая драма «Спартак» (1960) и неонуар «Прощай, моя красавица» (1975). Американец Ричард Бейсхарт известен по главным ролям в фильмах нуар «Он бродил по ночам» (1948). «Напряжённость» (1949), «Дом на Телеграфном холме» (1951) и «Четырнадцать часов» (1951). Он также сыграл в фильмах Федерико Феллини «Дорога» (1954) и «Мошенники» (1955), приключенческой драме «Моби Дик» (1956) и сатирической комедии «Будучи там» (1979).
В ролях второго плана в фильме заняты такие известные актрисы, как Глория Грэм и Джоан Коллинз. В 1948 году Грэм номинировалась на «Оскар» за роль второго плана в политическом нуаре «Перекрёстный огонь» (1947), а в 1953 году завоевала «Оскар» в этой категории за роль в драме о Голливуде «Злые и красивые» (1952). К числу других наиболее заметных картин Грэм относятся также фильмы нуар «В укромном месте» (1950), «Сильная жара» (1953) и «Ставки на завтра» (1959), а также в военный шпионский фильм «Человек, которого никогда не было» (1956). Джоан Коллинз сыграла главные женские роли в таких фильмах, как криминальная драма «Плавно поверните ключ» (1953), исторические драмы «Королева-девственница» (1955) и «Земля Фараонов» (1955), вестерн «Бравадос» (1958), криминальная драма «Семь воров» (1960) и фильм ужасов «Байки из склепа» (1972). Однако более всего Коллинз известна как исполнительница одной из главных ролей в многолетней мыльной опере «Династия», которую она играла в 1981—1989 годах.
Многие из исполнителей главных ролей в фильме умерли сравнительно молодыми. Так, Харви и Маргарет Лейтон в 1957 году поженились, и в 1961 году развелись. Она была удостоена Ордена Британской империи, завоевала две театральные премии «Тони», и умерла в 1976 году в возрасте 53 лет. Харви умер в 1973 году в возрасте 45 лет. Сравнительно рано умерли также Стэнли Бейкер в 1976 году в возрасте 48 лет, Сьюзан Шоу в 1978 году в возрасте 49 лет, Глория Грэм в 1981 году в возрасте 57 лет и Джеймс Кенни в 1987 году в возрасте 56 лет. Среди исполнителей главных ролей по состоянию на октябрь 2022 года жива только Джоан Коллинз.

## История создания фильма
Британская продюсерская компания братьев Вулф Romulus Films производила британские фильмы для международной аудитории, что требовало привлечения американских звёзд. К числу наиболее известных картин студии относятся, в частности, «Африканская королева» (1951), «Мулен Руж» (1952), «Посрами дьявола» (1953), «Ричард III» (1955) и «Путь наверх» (1958).
Место действия романа американского автора Ричарда Маколея сценаристы сменили с Беверли-Хиллз на Лондон 1950-х годов. В романе и в исходном варианте сценария банда грабит банк, однако позднее под давлением британских цензоров (под другим сведениям, банка, спонсировавшего фильм) вместо банка местом ограбления стало почтовое отделение.
Как пишет историк кино Пол Татара, «хотя актерский состав одинаково потрясающий, у Гилберта было полно дел с Глорией Грэм, которая имела репутацию ещё той штучки». Продюсер Джеймс Вулф под впечатлением от игры Грэм в фильме «Злые и красивые» (1952) был убежден, что она идеально подходит роли актрисы в этом фильме, и у Гилберта не было особого выбора, кроме как согласиться с продюсером. Вскоре Грэм «со своими причудами ему по настоящему понравилась, и он всегда с нежностью вспоминал время, проведенное вместе с ней». Например, во время грима перед своим первым съёмочным днем Грэм вполне серьёзно спросила у Гилберта, есть ли в Англии психиатры, а затем извлекла большую коробку ярких таблеток, которые, как она боялась, она не сможет достать за границей. Гилберт чувствовал, что демонстрация фармацевтических препаратов была просто способом Грэм сказать, что она невероятно нервничает, и, как пишет Татара, «поэтому он потратил много времени, рассказывая ей, какая она красивая и талантливая». Как далее отмечает критик, «должно быть, это сработало, так как её игра — один из самых ярких моментов фильма». При этом «Грэм, однако, возможно, не была полностью уверена в своей внешности — во время съёмок она умудрилась поручить продюсерам кучу стоматологических работ, что не расположило к ней людей, которые за это платили». Годы спустя Гилберт сказал о ней: «Дело не в том, что она была великой звездой или великой актрисой; я не думаю, что она могла бы сыграть великие роли в театре. Её эпитафия заключается в том, что её помнят в фильмах, потому что у неё был экстраординарный актёрский стиль, даже больший, чем у многих великих звезд. Большинство актрис растворяются в далеком прошлом, а её так или иначе, но всегда помнят».

## Оценка фильма критикой

### Общая оценка фильма
После выхода картины на экраны журнал Variety дал ему сдержанную оценку, написав, что «в этом независимо созданном британском фильме задействован большой состав талантливых актёров, но общая реализация не вполне соответствует ожиданиям». Несмотря на драматическую напряжённость, отрывочная трактовка, к которой приходится прибегать для изложения сюжета, построенного в форме отдельных историй, «лишает фильм части его саспенса и ценности».
По мнению современного кинокритика Пола Татары, этот фильм предвосхищает появление таких фильмов о «сердитых молодых людях», как «Оглянись в гневе» (1958). Как пишет Татара, «этот мрачный фильм нуар показывает, что мужская тревога после Второй мировой войны была жива и била ключом на экранах Англии, по крайней мере, уже в 1954 году». По словам Татары, «картина Гилберта наполнена отчаявшимися персонажами, чьи надежды и мечты стали далекими воспоминаниями». Как однажды заявил Лоуренс Харви, который играет богатого монстра в этой шайке: «Все хорошие парни были убиты на войне или должны были быть убиты. Хорошие умирают молодыми. Остальные остались живы и вернулись, и они никому не нужны. Закон препятствует реализации наших возможностей». Ничто так не пробуждает злость, как это.
Журнал TV Guide назвал картину «атмосферным триллером» с «захватывающей криминальной историей о четырёх людях, которые объединяются и оказываются в жестокой ситуации, когда запланированное ограбление идет наперекосяк». По мнению историка кино Денниса Шварца, «это достаточно хороший, но безотрадный фильм нуар». Шварц считает, что «фильм слишком затягивает с предысторией, но пробуждает волнение во время кульминационной сцены погони на станциях метро после ограбления». Киновед Хэл Эриксон назвал фильм «психологической криминальной историей, которая исследует мотивы четырех участников вооруженного ограбления». Как в шутку замечает Эриксон, «возможно, подсознательным посланием фильма была мысль, что лучше бы всем четырем преступникам-любителям остаться холостяками».
Историк кино Эндрю Робертс отметил, что «фильм вызывает восхищение скорее своими образами, чем ограблением как таковым». По словам критика, хотя в картине и видны бюджетные ограничения, «самые сильные моменты фильма вращаются вокруг ощущения болезненного страха» перед будущим, который переживают главные герои. А финал картины, «в котором все четыре члена банды гибнут, деньги спрятаны на кладбище, а рассказчик произносит мрачную коду, напоминает не столько о детективах Эдгара Люстгартена (англ.  Edgar Lustgarten), сколько о будущих фильмах ужасов студии Hammer».

### Оценка работы режиссёра и творческой группы
Как пишет Робертс, режиссёр и соавтор сценария Льюис Гилберт сразу после своего нуара «Уличный грабитель» (1953), создает «мрачный фильм нуар в Лондоне, который так же зловещ», как и фильм Жюля Дассена «Ночь и город» (1950).
Как отмечает Татара, «впечатляющая постановка света, конечно, является основой любого хорошего фильма нуар, и оператор Джек Эшер заслуживает особой похвалы за свою работу над фильмом. Он, похоже, хорошо разбирается в немецком экспрессионизме, однако никогда не позволяет стилизованным теням подавить суровую реальность сюжетной линии». По словам критика, он и Гилберт «находятся в прекрасной форме, чётко выстраивая эпизод ограбления», который включает в себя уличную перестрелку и смертельно опасную ситуацию с мчащимся поездом метро.
Робертс добавляет, что «ощущение надвигающейся гибели задается мелодичной темой Жоржа Орика», а «вместо стандартного детектива-инспектора в шляпе-трильби» повествование ведёт неназванный закадровый рассказчик, который и представляет квартет главных героев.

### Оценка актёрской игры
По мнению рецензента журнала Variety, «главная сила фильма заключается в качестве актёрской игры. Все главные роли исполнены мастерски». Деннис Шварц полагает, что «англо-американский актерский состав хорошо работает вместе». Как пишет Робертс (голливудские актёры) «Бейсхарт и Айрленд, взятые в фильм для того, чтобы фильм попал в прокат в США, выдают крепкую профессиональную игру, также, как Глория Грэм и Джоан Коллинз». Тем не менее, по мнению критика, «наибольшее внимание привлекают Гран-Гиньоль Фреды Джексон в роли тещи Бейсхарта, Стэнли Бейкер, который преуспевает, играя свою роль абсолютно честно, а также молодой Лоуренс Харви в роли Рэйва, который в этой картине получил свою первую возможность создать образ заметного экранного злодея. По мере развития повествования его улыбка становится всё более похожей на улыбку ящерицы, в то время как его помпадур (высокая мужская причёска) достигает всё более сюрреалистических высот».